# Stadtbefestigung Zeitz

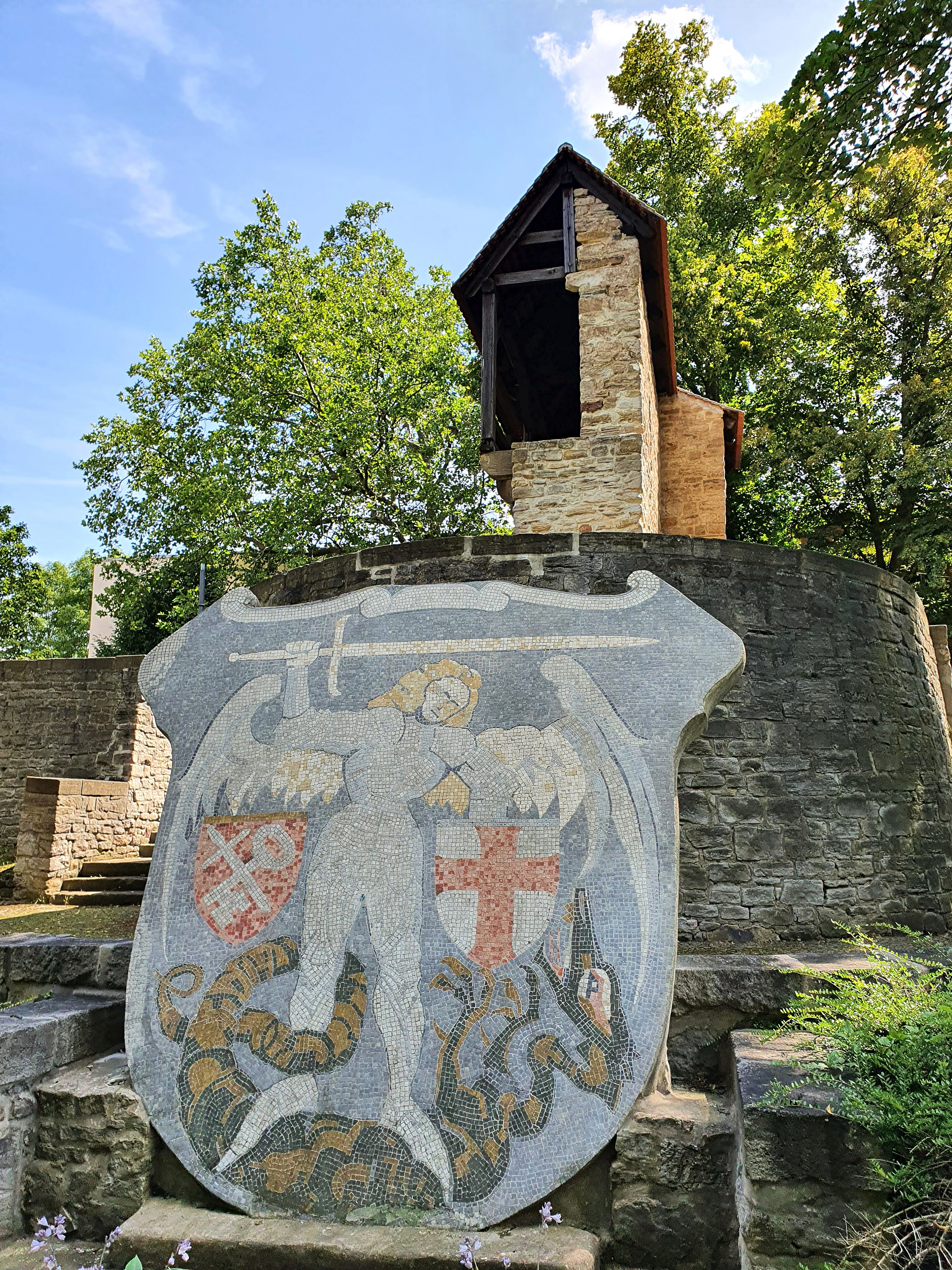
Wappen der Stadt Zeitz als Mosaikrelief an der Stadtmauer

Die Stadtbefestigung Zeitz bestand aus einer Stadtmauer mit einem historisch gewachsenen System von Stadttoren, Wehrtürmen und Wallanlagen. Sie schützte die Stadt Zeitz etwa vom 13. Jahrhundert bis zum fast vollständigen Abriss und der Überbauung im 19. Jahrhundert vor Angriffen und Belagerung. Die Stadtbefestigung (auch als Stadtmauer Zeitz bezeichnet) mit ihren erhaltenen Teilen ist Bestandteil des „Denkmalbereich Altstadt Zeitz“ und begrenzt diesen in weiten Teilen.
Der heutige noch sichtbare Verlauf der Stadtbefestigungsanlagen stammt aus der Zeit der Hussitenkriege von 1430/32. Die Mauern wurden im Dreißigjährigen Krieg mehrfach bezwungen und stark beschädigt bzw. teilweise zerstört; im 17. Jahrhundert zur Zeit der Herzöge jedoch wiederaufgebaut und modernisiert. Zum Teil sind Bruchsteine von Teilen der Stadtmauer heute in Wällen und Bewehrungsmauern an verschiedenen Stellen der Altstadt verbaut oder direkt mit den Begrenzungsmauern der Grundstücke verbunden.

## Stadttore
Seit 2004 weisen Metall-Tafeln an den vermutlich ehemaligen Standorten von sechs Toren auf die wechselvolle Geschichte der Zeitzer Stadtbefestigungsanlagen hin. Sie dienen hauptsächlich touristischen Zwecken im Rahmen von Stadtführungen. Die sechs Stadttore heißen:
- (1) Kalktor im Südosten, Kalkstraße
- (2) Wendisches Tor im Osten, Schützenstraße
- (3) Wassertor im Norden, Wasserberg
- (4) Badstubentor im Norden, Nicolaistraße
- (5) Stephanstor im Westen, Stephanstraße
- (6) Steintor im Südwesten, Steinstraße

Allerdings zeigen die Geschichtsschreibung, die Eintragungen im Denkmalschutzregister und die bisher erschlossenen Quellen ein leicht verändertes Bild der Erbauung, des Verlaufs und der Veränderung sowie der Geschichte der Stadtbefestigung und deren Teilen von Zeitz auf. (Anm.: Nummerierung aus Broschüre übernommen.)

## Geschichte

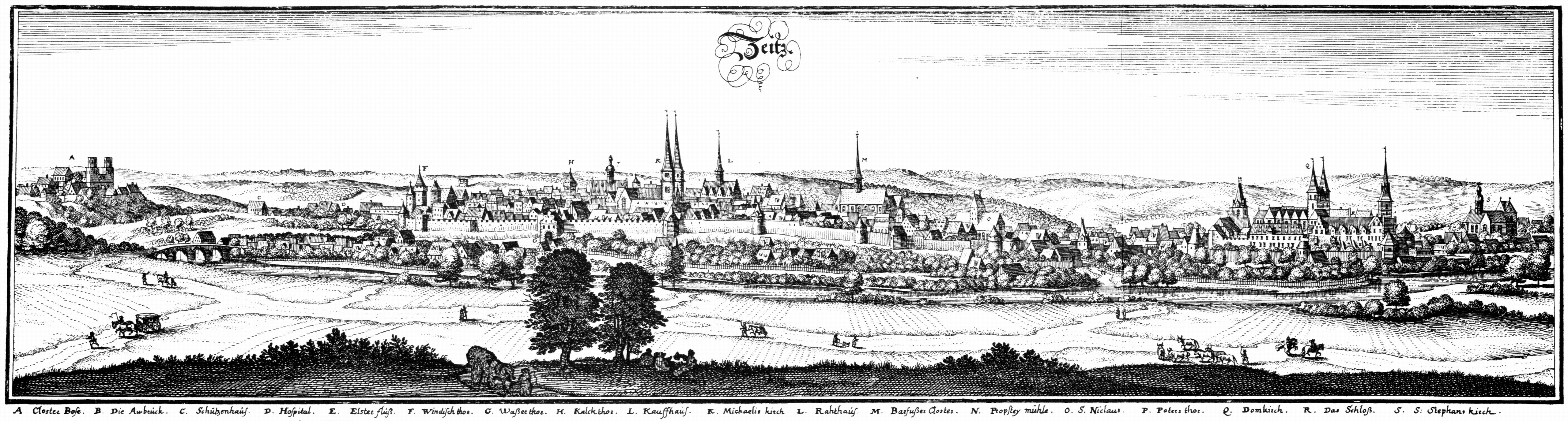
Ansicht von Zeitz um 1650

Im 13. Jahrhundert erhielten die geistlichen und weltlichen Machthaber vom Kaiser das Recht ihre Städte zu befestigen, so sind in Zeitz bereits um 1255 ein „steinernes Mühlentor“ (Anm.: wahrscheinlich „Steintor“) und um 1278 ein „Tor bei der Kapelle Maria Magdalena“ (Anm.: wahrscheinlich „Wendisches Tor“) überliefert. Die nachweislich ältesten erhaltenen Teile der Stadtmauer befinden sich heute im Bereich der Steinstraße. Ihre größte Ausdehnung erlangte die Stadtbefestigung zum Ende des 18. Jahrhunderts und besaß dabei eine Länge von etwa 2,2 km und eine Breite bis zu 1,5 m.
Die früheste Geschichte zeigt eine Zweiteilung der Stadt (bis zum 13. Jh.) in Unterstadt (mit Brühl und Dombezirk mit Schloss und Domfreiheit) und Oberstadt (Michaeliskirchhof mit Roßmarkt und Altmarkt) auf, was auch die höhere Anzahl der Stadttore erklärt. Dabei hatte vermutlich die Oberstadt im 12. Jh. ebenfalls eine frühe Befestigung, welche aber nicht nachweislich verzeichnet ist und die Lage der dort vorhandenen Tore nicht belegt werden kann. Eine Hauptrolle in der Unterstadt spielten dabei die inneren Mauern der ehemaligen Domfreiheit, welche neben zwei äußeren Toren (Peterstor und alteres Badstubentor) auch zwei innere Tore (Probsteitor und Herrenbäckertor) hatten, worüber bisher keine weiteren Aufzeichnungen gefunden wurden. Das Zusammenwachsen und damit die Erweiterung der Stadtbefestigung im 13./14. Jh. beruht höchstwahrscheinlich auf die Gründung und die Einflussnahme des Franziskanerklosters am Steinsgraben. Die durch die Hussitenkriege 1430/32 beschädigten und zerstörten Teile wurden bis zum Dreißigjährigen Krieg wiederaufgebaut, wurden jedoch währenddessen fast völlig zerstört und tw. abgetragen.
Unter den Herzögen Herzog Moritz von Sachsen-Zeitz (1619–1681) und Herzog Moritz Wilhelm von Sachsen-Zeitz (1664–1718) wurden neben dem Neubau des Schloß Moritzburg und der Erneuerung der Wallanlagen (heute Schloßpark Zeitz) auch die übrigen Stadtbefestigungsanlagen (Mauern und Türme) sowie die nunmehr 6 Tore (siehe Broschüre "ZEITZ - Die Stadtbefestigung, 2004) mit meist barocker Architektur wiederaufgebaut, erweitert und modernisiert.
Wobei allerdings die Domfreiheit samt der inneren Mauer und Tore in ihrer ursprünglichen Form im 17. Jh. schon nicht mehr bestand (z. B. älteres Badstubentor im 16. Jh. mit Mauer überbaut und 1539 jüngeres Badstubentor errichtet). Unklar ist bisher bis zu welchen Zeitpunkt das ursprüngliche Peterstor an der sog. „Mittelmühle“, heute Badstubenvorstadt 17/17a (ID: 09485145) bestand, da es auf der Zeichnung von Matthäus Merian um 1650 noch verzeichnet ist, danach aber ohne Erwähnung in der Stadtgeschichtsschreibung bleibt. Des Weiteren wird in älteren Beschreibungen am Standort des Stadtwacheturm (heute Parzellenstraße 1) am Ostende der Voigststraße, ein „Vogsttor“ verzeichnet, welches wahrscheinlich schon im 16. Jh. im Zuge der Erweiterung mit dem heute wiederaufgebauten Wohnturm überbaut wurde, da das Kalktor weiter südlich errichtet wurde. Auch konnte lt. Quellen ein Stadtmauerausgang oder Tor im Bereich des Klosters am mittleren oder oberen Steinsgraben/Ecke Schulstraße nicht nachgewiesen werden, was aber als wahrscheinlich gilt.
Die im 16./17. Jahrhundert neu gebauten oder modernisierten Tore wurden jeweils mit Turm und vorgelagerten Zwinger versehen. Im Zuge der Stadterweiterung, des Anwachsens der Bevölkerung und mit Beginn der Industrialisierung in der 1. Hälfte des 19. Jahrhunderts (zwischen 1829 und 1866), waren die ehemaligen Tore und Verteidigungsanlagen überflüssig und es wurden alle Hauptbestandteile zurückgebaut, abgerissen und anschließend überbaut. Was einen heute kaum zu erkennenden Verlauf der Stadtbefestigung zur Folge hat und nur noch an den erhaltenen gebliebenen Resten und historischen Aufzeichnungen nachvollzogen werden kann.

## Lage
Nachfolgend sind im Uhrzeigersinn 23 markante Stellen entlang der ehemaligen Stadtbefestigungsanlagen sowie des im 17. Jh. erweiterten Schlossbezirks aufgeführt und beschrieben. Zur Stadtbefestigung unter der Erfassungsnummer: 094 85109 000 000 000 000 () zählen folgende erhalten gebliebene Mauerabschnitte und Türme (A-O) sowie die Standorte der ehemaligen Tore (1-8):
- (A) Substruktionen entlang Straße „An der Stadtmauer“
- (B) ehemalige Wallanlagen am Wendischen Berg, Neumarktstraße
- (1) Wendisches Tor, Schützenstraße
- (C) Stadttorturm, Parzellenstraße 1
- (2) Vogsttor, Voigtsmauer
- (D) Stadttorturm, Steinsgraben 41
- (3) Kalktor, Kalkstraße
- (E) Turmuntergeschoß, Freiheit 13
- (F) entlang der Straße „Freiheit“
- (G) Stadtmauerrest in der Grünanlage südlich des Rathauses (Anfang des 20. Jh. in romantisierender Weise u. a. mit einem Wehrgang ergänzt)
- (H) hinter den Häusern Rothestraße 24–27 in Richtung Steinsgraben
- (4) Steintor/Steintorturm
- (I) Steinstraße 10 bis Brühl 17 (mit Hausdurchgang, sog. Wochenbett), unterbrochen durch Steinstraße 5 – die Häuser Nr. 6 bis 10 sind – mit Fensterdurchbrüchen – direkt an die Stadtmauer angebaut
- (5) Stephanstor, Stephanstraße
- (J) östliche und westliche Wallanlagen am Schloss (siehe auch Lageplan[3]), zur Landesgartenschau Sachsen-Anhalt - Zeitz 2004 rekonstruierte Brücken, Wehrtürme und Grabenmauern um das Schloss Moritzburg im heutigen Schlosspark[4]
- (6) Peterstor, Schloßstraße
- (K) Nordmauer (ehemals Domfreiheit), Nicolaistraße
- (7) Badstubentor, Nicolaistraße
- (L) Wohnturm, Turmstraße 3
- (M) Wohnturm, Turmstraße 2
- (N) Wohnturm mit Fachwerkaufbau, Turmstraße 1
- (O) Schmuckplatz und rekonstruierte Mauerreste Ecke Turmstr./Ritterstr.
- (8) Wassertor, Wasserberg

## Liste der erhaltenen Stadtbefestigungsteile
| Bild           | Bez.-Nr. | Straße                              | Beschreibung | Lage | Quellen |
| -------------- | -------- | ----------------------------------- | --- | ---- | ------- |
| Weitere Bilder | (A)      | An der Stadtmauer                   | Nordsporn der Stadtmauer – teilweise gut erhaltene und zum Teil rekonstruierte Reste des mittelalterlichen Stadtmauerverlaufs entlang der Grundstücksgrenzen – wahrscheinlich stand auf dem nördlichen Bergsporn oder dem Plateau (heute Haus „An der Stadtmauer 8“) eine befestigte Verteidigungsanlage | ⊙    |         |
|                | (B)      | Wendischer Berg Neumarktstraße      | ehemalige Wallanlagen am Wendischen Berg / Neumarktstraße | ⊙    |         |
| Weitere Bilder | (1)      | Ecke Neumarktstraße, Schützenstraße | Standort des ehemaligen Wendischen Tors am oberen Ende des Wendischen Berg – wahrscheinlich schon im 18. Jh. abgebrochen und mit Straße überbaut sowie im späten 19. Jh. mit der sog. Homberg-Uhr besetzt, welche um 1960 abgerissen wurde. | ⊙    |         |
| Weitere Bilder | (C)      | Parzellenstraße                     | Stadttorturm – wahrscheinlich ehemaliger Stadtwacheturm südlich des Kalktors (heute Parzellenstr.1) zwischen 1980 und 2000 wiederaufgebauter Halbschalenturm, heute als Wohnhaus genutzt | ⊙    |         |
|                | (2)      | Voigstmauer                         | ehemaliges Vogsttor | ⊙    |         |
| Weitere Bilder | (3)      | Kalkstraße                          | die heute am Standort des ehemaligen Kalktors vorhandenen sog. Torhäuser (Kalkstr. 21/22) wurden im 19. Jh. auf den Grundrissen der ehemaligen Zollhäuser links und rechts am östlichen Ende der Kalkstraße errichtet | ⊙    |         |
| Weitere Bilder | (D)      | Steinsgraben                        | Stadttorturm, wahrscheinlich ehemaliger Stadtwacheturm (neben Steinsgraben 41, ehemals Finanzamt) nördlich am Kalktor – teilweise als Wohnturm wiederaufgebaut | ⊙    |         |
| Weitere Bilder | (E)      | Freiheit                            | Turmuntergeschoss eines ehemaligen Stadtwacheturms nördlich am Kalktor (Freiheit 13) – Untergeschoss original erhalten, Obergeschoss durch Kriegseinwirkung zerstört, als Wohnhaus wiederaufgebaut | ⊙    |         |
| Weitere Bilder | (F)      | Freiheit                            | Stadtmauer-Teilstück südlich an der Straße Freiheit – Rückseiten der Grundstücke Steinsgraben 31, 33, 35, 37 und 39, zwischen Freiheit 13 und Besenstraße | ⊙    |         |
| Weitere Bilder | (G)      | Steinsgraben                        | Rathausgarten (südlich Rathaus) mit rekonstruiertem Stadtmauer-Wehrgang (aus Resten der Originalmauer) und Stadtwappen-Mosaik, westlich der Feuerwache (Steinsgraben 27) | ⊙    |         |
| Weitere Bilder | (H)      | Rothestraße                         | sanierte Stadtmauerreste Rothestraße und rekonstruierte Wallmauer mit Weinberg-Terrasse an den ehemaligen Standorten der Häuser Rothestraße, westlich vom ehem. Franziskaner-Kloster (Klosterkirchhof 2) – auf der Rückseite des Gebäudes Steinsgraben 16 (heute „Neues Theater Zeitz“) führt vom Steinsgraben eine steile wiederaufgebaute Treppe aus teilweise Original-Stadtmauerresten zur Rothestraße hinab, Rückseite Grundstücke Steingraben 7, 9 und 11 sowie Rothestraße 27 | ⊙    |         |
| Weitere Bilder | (4)      | Steinstraße                         | Standort ehem. Steintor und Steintorturm (Steinstraße 11) im ältesten Teil der Zeitzer Altstadt; das ursprüngliche Tor sowie der Turm auf der anderen Seite am Steinsgraben wurden bereits 1848 abgebrochen. Der Halbschalenturm wurde um 1530 erbaut und wurde zusammen mit der anschließenden Mauer aus dem 15./16. Jh. (Rückseite Grundstücke Steinstraße 8, 9 und 10) Anfang der 1990er saniert. 1993 als Begegnungsstätte für den „Partnerschaftsverein Zeitz-Detmold e. V.“ eingeweiht, kann er heute beispielsweise für Feiern gemietet werden. | ⊙    | [ 6 ]   |
| Weitere Bilder | (I)      | Steinstraße                         | Stadtmauerreste Steinstraße von Haus-Nr. 10 bis Brühl 17, unterbrochen durch Steinstraße 5, die Häuser Steinstraße Nr. 6 bis 10 sind, mit Fensterdurchbrüchen, direkt an die Stadtmauer angebaut; anschließend Hausdurchgang an Rückseite Brühl 23 (Objekt-ID: 094 85234 - sog. „Wochenbett“) | ⊙    |         |
| Weitere Bilder | (5)      | Stephanstraße                       | Standort ehem. Stephanstor am damaligen Westausgang der Stadt, heute Stephanstraße/Ecke Brühl südlich des heutigen Eingangs Schlosspark – wurde wahrscheinlich bereits im 13. Jh. errichtet, um 1694–1721 im Zuge des Schlossumbaus neu errichtet und im Rahmen der Stadterweiterung zwischen 1829 und 1866 abgerissen. Erhalten geblieben ist die heute überbaute Brücke über den „Wilden Bach“ und der damalig außerhalb der Stadt direkt südlich anschließende „Untere Johannisfriedhof“ (angelegt 1586, Kapelle 1603,) | ⊙    | [ 4 ]   |
| Weitere Bilder | (J)-1    | Schlossstraße                       | östliche Wallanlagen am Schloss Moritzburg, mit links und rechts am Zugang zum Torhaus weitestgehend originalgetreu wiederhergestellter Wallgrabenanlage mit nordöstlichem Wehrturm und Mauern | ⊙    | [ 4 ]   |
| Weitere Bilder | (J)-2    | Schlosspark                         | westliche Wallanlagen am Schloss Moritzburg, mit wiederaufgebautem Torhaus, den beiden westlichen Wehrtürmen und der Zugangsbrücke zum Schlosspark | ⊙    | [ 4 ]   |
| Weitere Bilder | (6)      | Schloßstraße Badstubenvorstadt      | Standort ehem. Peterstor (Badstubenvorstadt 17, 17a) an der heute überbauten Brücke neben dem Wasserrad am Mühlgraben zwischen der ehem. Mittelmühle (heute „Hotel Torino“, Badstubenvorstadt 17) und dem 2004 wiederaufgebauten Haus, Badstubenvorstadt 17a (ehem. Ölmühle, heute Außenstelle der Stadtverwaltung „Sachgebiet Kultur und Tourismus“). Ein Nachweis des Standorts befindet sich im erstellten Kupferstich aus dem 17. Jh. von Matthäus Merian in der Topographia Germaniae, Band 12: Topographia Superioris Saxoniae, Thuringiae, Misniae et Lusatiae, herausgegeben um 1650. | ⊙    |         |
| Weitere Bilder | (K)      | Nicolaistraße                       | ehemalige Nordmauer der Domfreiheit zwischen Peterstor im Westen und Badstubentor im Osten | ⊙    |         |
| Weitere Bilder | (7)      | Nicolaistraße Nicolaiplatz          | Standort ehem. jüngeres Badstubentor (Nicolaistraße), ehemaliges Stadttor an der Nicolaistraße, Nordseite Nicolaiplatz, am westlichen Aufgang Stiftsberg, Ecke Turmstraße, in Hanglage heute mit Straße und Parkplatz überbaut (evtl. vorhandene Reste in Stützmauer zwischen Aufgang Turmstraße/Stiftsberg verbaut), Tor befand sich direkt nördlich vom Nicolaiplatz (Standort ehem. Nikolaikirche, 1821 abgebrochen) an der Nordkante der 1858 errichten heutigen Julius-Pflug-Schule (wurde wahrscheinlich im Zuge des Baus vollständig abgetragen). Das „ältere Badstubentor“ als Durchgang zur Domfreiheit wurde wahrscheinlich bereits im 16. Jh. überbaut.                                                                       | ⊙    |         |
| Weitere Bilder | (L)      | Turmstraße                          | nach Norden blickender ehemaliger Stadtwachturm (heute bewohnter Halbschalenturm, Turmstraße 3) direkt an Mauerkante gebaut, etwa 50 m östlich des Zugangs am Stiftsberg am westlichen Anfang der Turmstraße | ⊙    |         |
| Weitere Bilder | (M)      | Turmstraße                          | nach Norden blickender ehemaliger Stadtwachturm (heute bewohnter Halbschalenturm, Turmstraße 2) – direkt an Mauerkante gebaut, auf der Mitte der Turmstraße mit daneben liegenden Treppen-Abgang (teilweise mit Stadtmauerteilen verbaut) zum Stiftsberg | ⊙    |         |
| Weitere Bilder | (N)      | Turmstraße                          | nach Norden blickender ehemaliger Stadtwachturm (heute bewohntes Fachwerkgebäude, Untergeschoss des ehemaligen Turms, Turmstraße 1) direkt an Mauerkante gebaut, am oberen Ende der Turmstraße | ⊙    |         |
| Weitere Bilder | (O)      | Ritterstraße/Turmstraße             | rekonstruierter Mauerrest Turmstraße aus Originalteilen der ehemaligen Stadtmauer am sanierten Durchgang Ritterstraße zum Wasserberg/Neumarkt | ⊙    |         |
| Weitere Bilder | (8)      | Wasserberg                          | Standort ehem. Wassertor am Wasserberg – das Tor befand sich zwischen den heutigen Grundstücken Wasserberg 20 und Wasserberg 1 – mit dreigeschossigen Turm (heute als Treppe neben Grundstück Neumarkt 29), wahrscheinlich bereits 13. Jh. als einfaches Tor errichtet, 1513 Turm und Tor erneuert, 1546 mit Zwinger und Turm ausgebaut, später mit barocken Giebel erweitert, als Torwächterhaus und Gefängnis genutzt, 1866 abgerissen; heute nur noch Rest des Wehrgangabbruchs der Stadtmauer oberhalb der Treppe zur Straße „An der Stadtmauer“ sichtbar, wahrscheinlich Stadtmauerreste auch in Stützmauer unterhalb Haus Neumarkt 35 verbaut; mit dunklen Pflastersteinen wurde der Grundriss des ehemaligen Tores gekennzeichnet | ⊙    |         |